# Kävsjö socken
Kävsjö socken i Småland ingick i Östbo härad i Finnveden, ingår sedan 1971 i Gnosjö kommun i Jönköpings län och motsvarar från 2016 Kävsjö distrikt.
Socknens areal är 112,84 kvadratkilometer, varav land 103,09. År 2000 fanns här 2 374 invånare. Tätorten Hillerstorp samt kyrkbyn Kävsjö med sockenkyrkan Kävsjö kyrka ligger i socknen. 

## Administrativ historik
Kävsjö socken har medeltida ursprung.
Vid kommunreformen 1862 övergick socknens ansvar för de kyrkliga frågorna till Kävsjö församling församling och för de borgerliga frågorna till Kävsjö landskommun.  Landskommunen inkorporerades 1952 i Gnosjö landskommun som 1971 ombildades till Gnosjö kommun.
1 januari 2016 inrättades distriktet Kävsjö, med samma omfattning som församlingen hade 1999/2000.  
Socknen har tillhört samma fögderier och domsagor som Östbo härad. De indelta soldaterna tillhörde Jönköpings regemente, Mo härads kompani och Smålands grenadjärkår, Jönköpings kompani.

## Geografi
Kävsjö socken ligger kring Storån och domineras av Store Mosse nationalpark i söder och öster. I norr och väster är socknen höglänt (upp till 302 meter över havet) och är där skogrik och bergig.

## Fornlämningar
Några gravrösen från bronsåldern samt några järnåldersgravfält är funna. En offerskälla (jättegryta) finns på Stråkeveds berg.

## Namnet
Namnet (1238 Kiäpsio), taget från kyrkbyn, är taget från en näraliggande sjö.

### Fotnoter
1. 1 2 3  Svensk Uppslagsbok andra upplagan 1947–1955: Kävsjö socken
2. 1 2  Harlén, Hans; Harlén Eivy (2003). Sverige från A till Ö: geografisk-historisk uppslagsbok. Stockholm: Kommentus. Libris 9337075. ISBN 91-7345-139-8
3. ↑  Administrativ historik för Kävsjö socken (Klicka på församlingsposten). Källa: Nationella arkivdatabasen, Riksarkivet.
4. ↑  Indelta soldater, torp och rotar i Jönköpings län Arkiverad 24 januari 2012 hämtat från the Wayback Machine. Jönköpingsbygdens Genealogiska Förening
5. 1 2  Sjögren, Otto (1931). Sverige geografisk beskrivning del 2 Östergötlands, Jönköpings, Kronobergs, Kalmar och Gotlands län. Stockholm: Wahlström & Widstrand. Libris 9939
6. 1 2 3  Nationalencyklopedin
7. ↑  Fornlämningar, Statens historiska museum: Kävsjö socken
8. ↑  Fornminnesregistret, Riksantikvarieämbetet: Kävsjö socken Fornminnen i socknen erhålls på kartan genom att skriva in sockennamn (utan "socken") i "Ange geografiskt område"